# Sufragańczyk
Sufragańczyk – potok w środkowej Polsce o długości 6,767 km, lewy dopływ Sufragańca. Płynie w Górach Świętokrzyskich, w województwie świętokrzyskim.Woda spełnia kryteria II klasy czystości.
Sufragańczyk bierze początek na zachodnim stoku góry Krzemionki. Od wschodu opływa Górę Trójeczną po czym przepływa przez rezerwat przyrody Sufraganiec. W Niewachlowie II w Kielcach uchodzi do Sufragańca.